# Vacunación contra la COVID-19 en Amazonas (Perú)
La vacunación contra la COVID-19 en Amazonas es la estrategia departmantal de inoculación que empezó el 11 de febrero de 2021 para vacunar contra la COVID-19 a la población de la región, en el marco de un esfuerzo mundial para combatir la pandemia de COVID-19.
El operativo estimaba vacunar a 321 mil personas mayores de 17 años en el departamento de Amazonas quienes son parte del grupo prioritario de vacunación según su condición de vulnerabilidad, incluyendo personal sanitario, policial y adultos mayores.
Para mediados de septiembre de 2021 se administraron 217 mil 518 dosis de vacunas contra la Covid-19 de los laboratorios AstraZeneca, Sinopharm y Pfizer, 130 mil 596 corresponden a primeras dosis mientras que 86,922 son segundas dosis.
La efectividad del programa de vacunación antiCOVID-19 en Amazonas era superior al 80% para prevenir la hospitalización y prevenir la enfermedad severa que requiere hospitalización y 98% para reducir el riesgo de mortalidad por COVID-19.

## Opinión pública
| ¿Aceptaría vacunarse contra el COVID-19? | ¿Aceptaría vacunarse contra el COVID-19? | ¿Aceptaría vacunarse contra el COVID-19? | ¿Aceptaría vacunarse contra el COVID-19? | ¿Aceptaría vacunarse contra el COVID-19? | ¿Aceptaría vacunarse contra el COVID-19? |
| OpciónMes                                | No acepta                                | Sí acepta                                | No sabe                                  | No responde                              | Ref.                                     |
| ---------------------------------------- | ---------------------------------------- | ---------------------------------------- | ---------------------------------------- | ---------------------------------------- | ---------------------------------------- |
| Sep. 2021                                | 31.8% (24.3-40.3%)                       | 58.5% (50-66.4%)                         | 9.4% (5.4-15.8%)                         | 0.4% (0.1-1.2%)                          | [ 3 ]                                    |

## Poblaciones estratégicas

### Población Indígena
Las provincias Bagua y Condorcanqui contaban con una población de alrededor de 48 mil personas que se autoidentifican como indígenas cuya lengua materna el awajún, quechua y wampis. Es una población de alto riesgo por la falta de recursos de transporte de vacunas, electricidad para mantener la cadena de frío de las vacunas y por haber sufrido un sismo durante la pandemia limitando la infraestructura y otros servicios.
La organización Cáritas del Perú participó en la vacunación en comunidades nativas de la Amazonía, incluyendo comunidades del distrito Nieva, Provincia de Condorcanqui.

### Vistazo general
| Población total (Est. INEI-2021) | Población objetivo (Hasta 31 Dic. 2021) | Dosis totales provistas (Hasta 31 Dic. 2021) |
| -------------------------------- | --------------------------------------- | -------------------------------------------- |
| 430 811                          | 371 064 (86,13 %)                       | 839 492                                      |